# Grenzlandheimatstuben

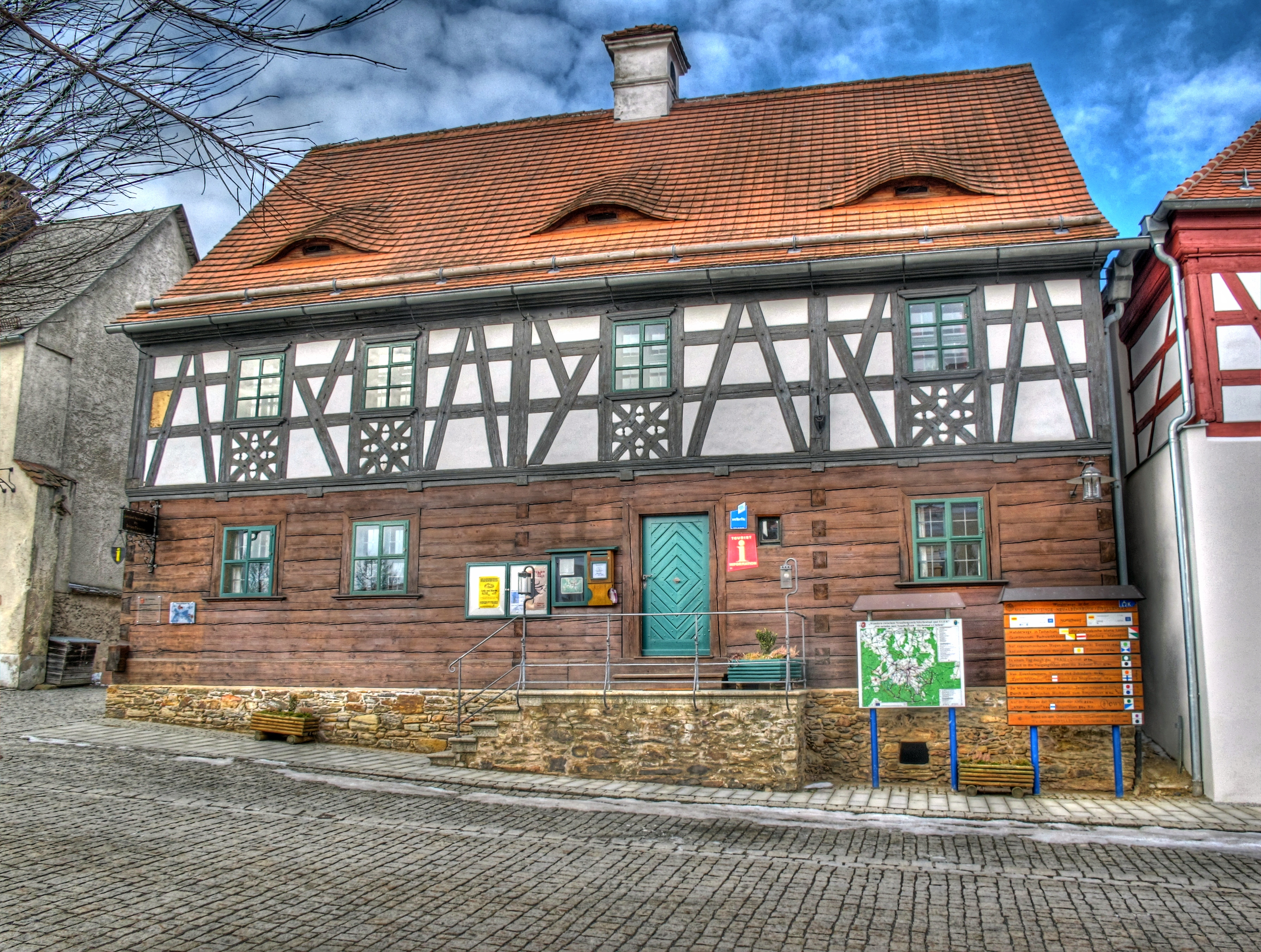
Sitz der Grenzlandheimatstuben in Bad Neualbenreuth in der Alten Posthalterei, ein Egerländer Fachwerkhaus

Die Grenzlandheimatstuben sind ein 1982 gegründetes Heimatmuseum in Bad Neualbenreuth, einem grenznahen Ort zu Tschechien. Thema des Museums ist die Vertreibung der Deutschen aus der Tschechoslowakei.

## Entstehung
Seit 1979 ist Bad Neualbenreuth die Patengemeinde der beiden früheren Orte Maiersgrün (heute Vysoká) und Grafengrün (heute Háj) in der Tschechischen Republik. Die ehemaligen Bewohner dieser Orte wollten ihre Erinnerungsstücke in einem Museum ausstellen. Bereits 1982 wurde eine Heimatstube im ehemaligen Schulgebäude eingerichtet. Im Oktober 1991 erfolge der Umzug an den heutigen Standort in der Alten Posthalterei. Der Heimatverband der Marienbader Stadt und Land e. V. ist Träger des Museums.

## Inhalt
Die Dauerausstellung zeigt eine Stube mit Herrgottswinkel und typischen Möbeln. Außerdem werden Egerländer Trachten, Wäsche und Haushaltsgegenstände ausgestellt. Fotografien, Andenken und Dokumente erinnern an das Leben im Egerland.
Derzeit (2023) erfährt das Museum eine Überarbeitung. Die Objekte werden gesichtet, inventarisiert und eine Neukonzeption der Ausstellung angestrebt.